# Fries Landbouwmuseum
Het Fries Landbouwmuseum is een museum aan de zuidzijde van de stad Leeuwarden met als thema de landbouw.

## Geschiedenis
Het museum is sinds 2018 gevestigd in een boerderij in de wijk Middelsee ten westen van Goutum. Het museum was daarvoor gevestigd in Exmorra (1988-2007) en Eernewoude (2008-2017). Het museum staat twee kilometer ten oosten van de Dairy Campus. 
De boerderij is in 1908 in overgangsstijl gebouwd in opdracht van het Sint Anthonygasthuis naar een ontwerp van Willem Cornelis de Groot. In de gevel van het woonhuis wordt op een steen de klok van Sint Anthonius afgebeeld. Het gebouw is een rijksmonument. 

## Collectie
De collectie bestaat uit 6000 objecten, waarvan veel gebruiksvoorwerpen uit de landbouw. Het deel van de collectie wat niet wordt tentoongesteld is ondergebracht in het Kolleksje Sintrum Fryslân (KSF). De 25000 foto's en het Afron archief zijn te raadplegen in het documentatiecentrum. 
Permanente exposities: Plant en Dier, Mens en Werk, Gebouw en omgeving, en het Friese paard.
Het beeld Us Mem was eigendom van de stichting Us Mem. Deze stichting is opgegaan in het Fries Landbouwmuseum. Het baksteenmozaïek met landbouwdieren uit 1960 van Nina Baanders-Kessler uit de voormalige Christelijke Lagere Landbouwschool te Franeker behoort ook tot de collectie.

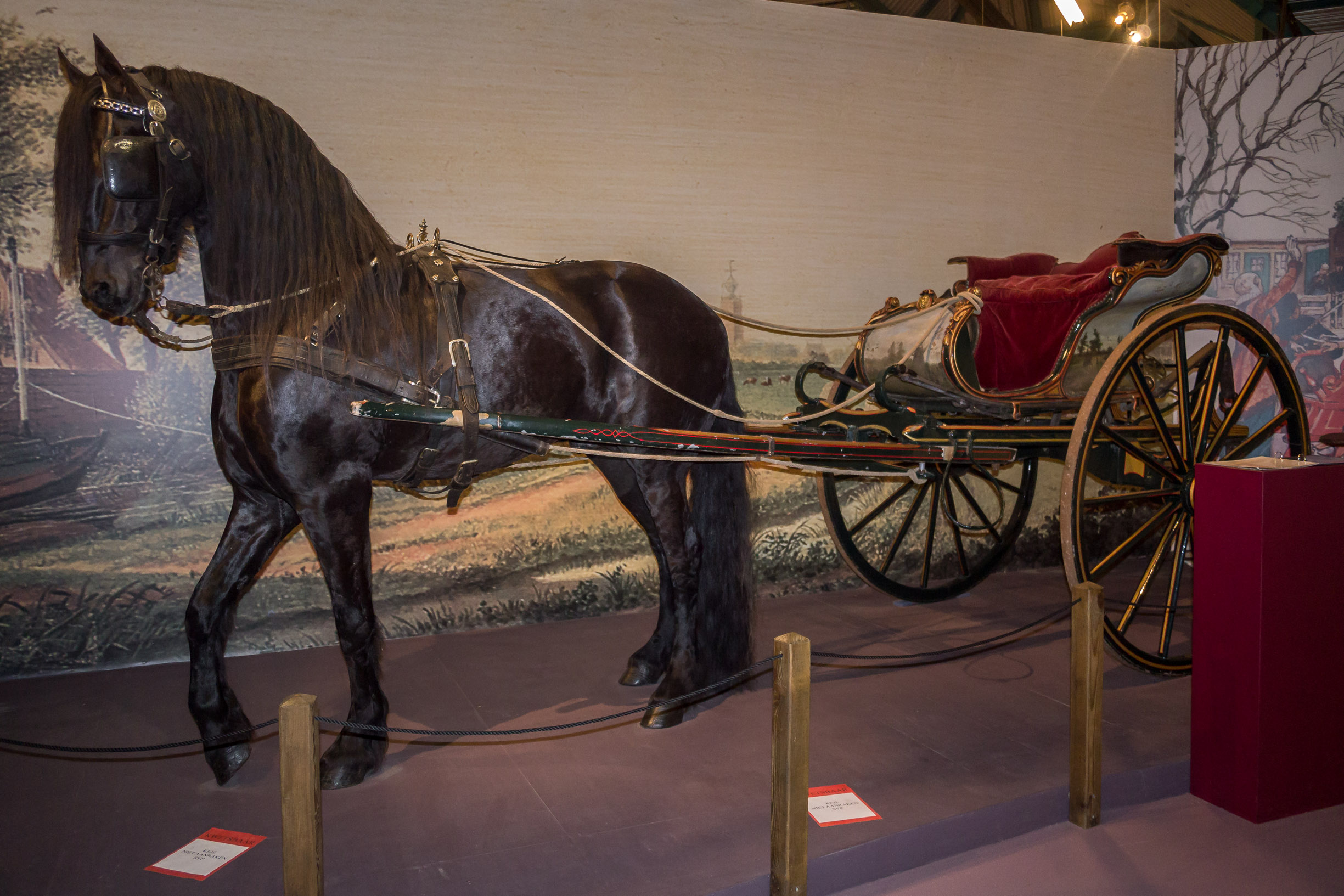
Fries paard met sjees
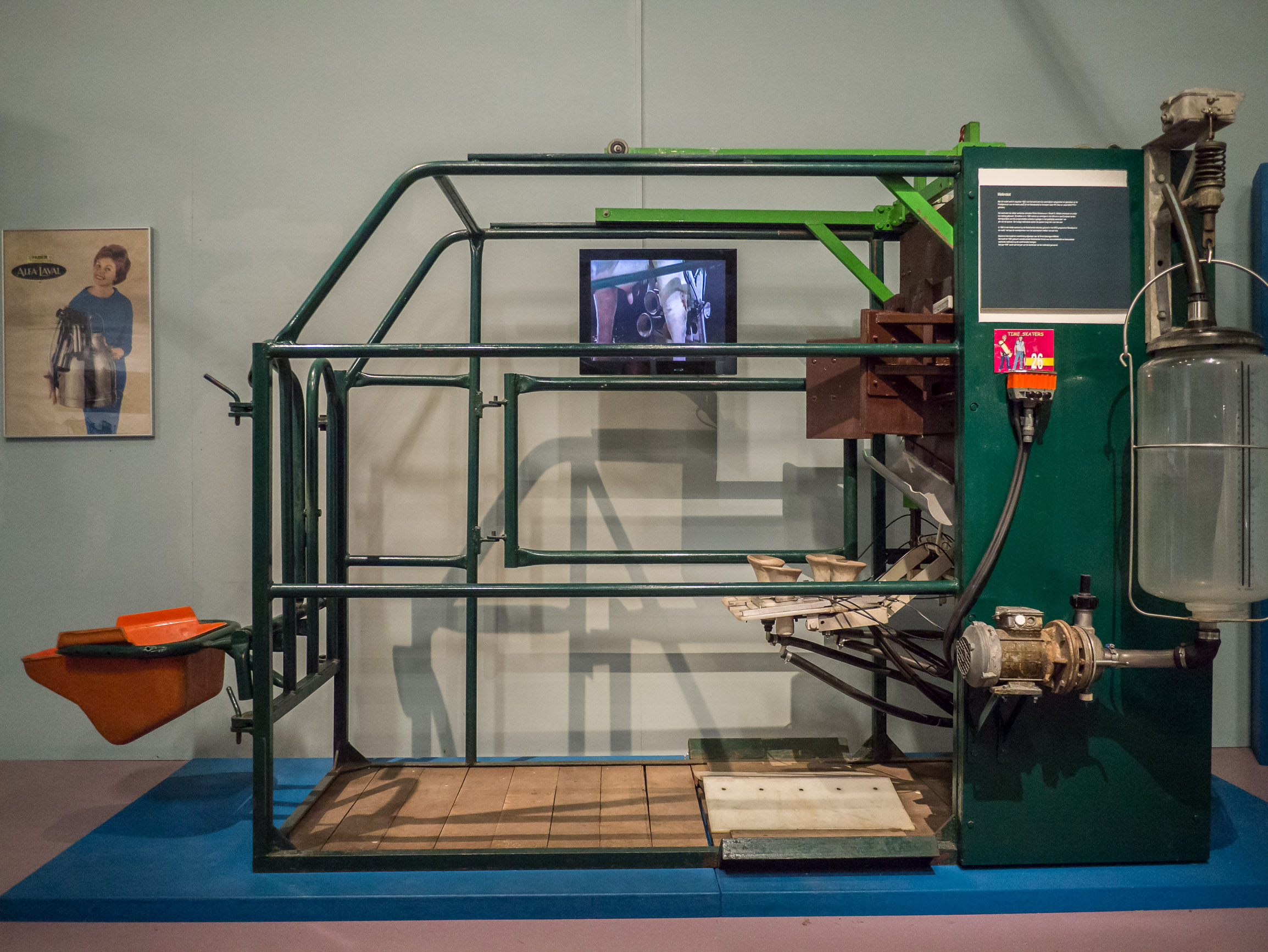
Prototype melkrobot uit 1983
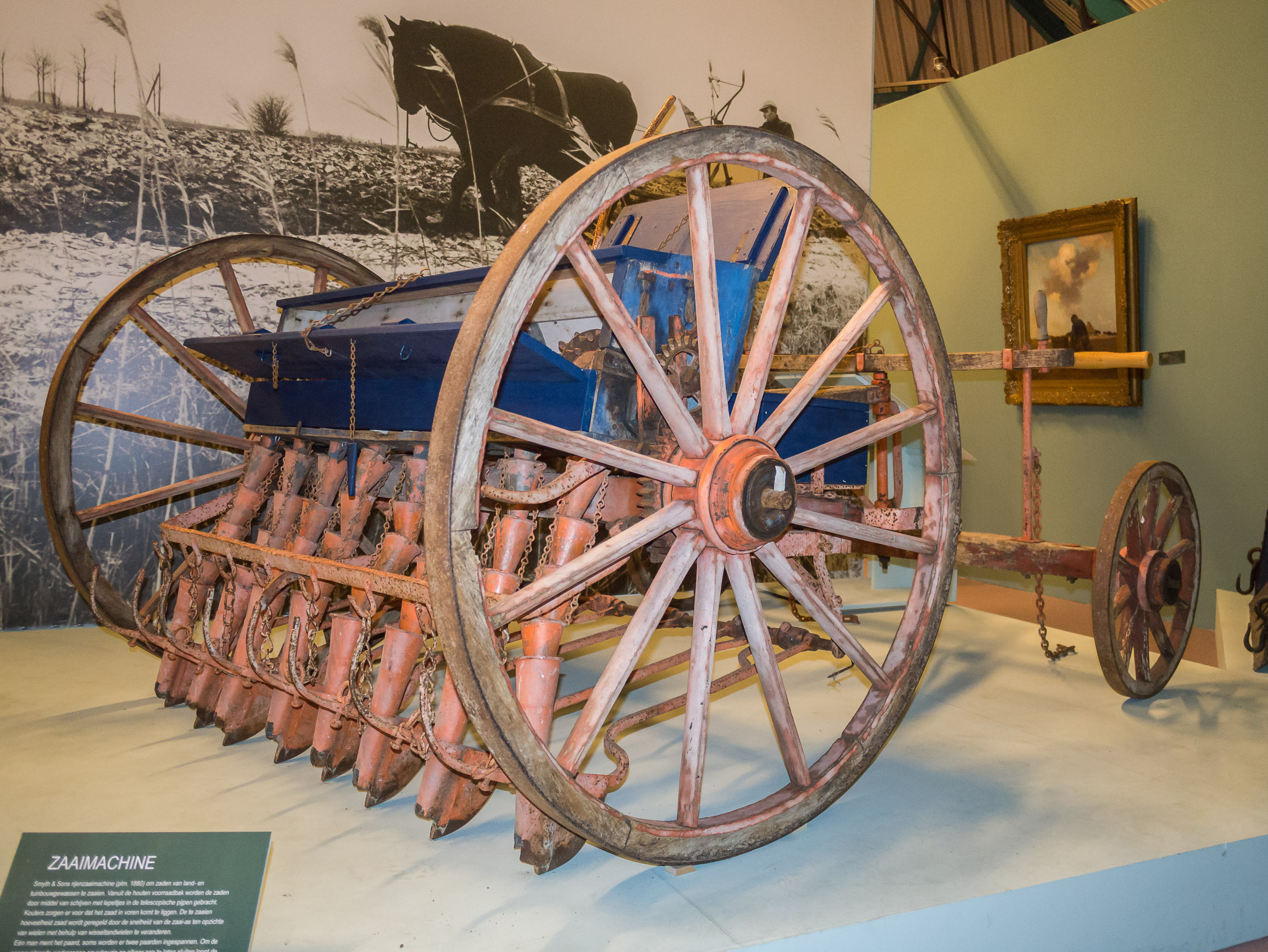
Zaaimachine
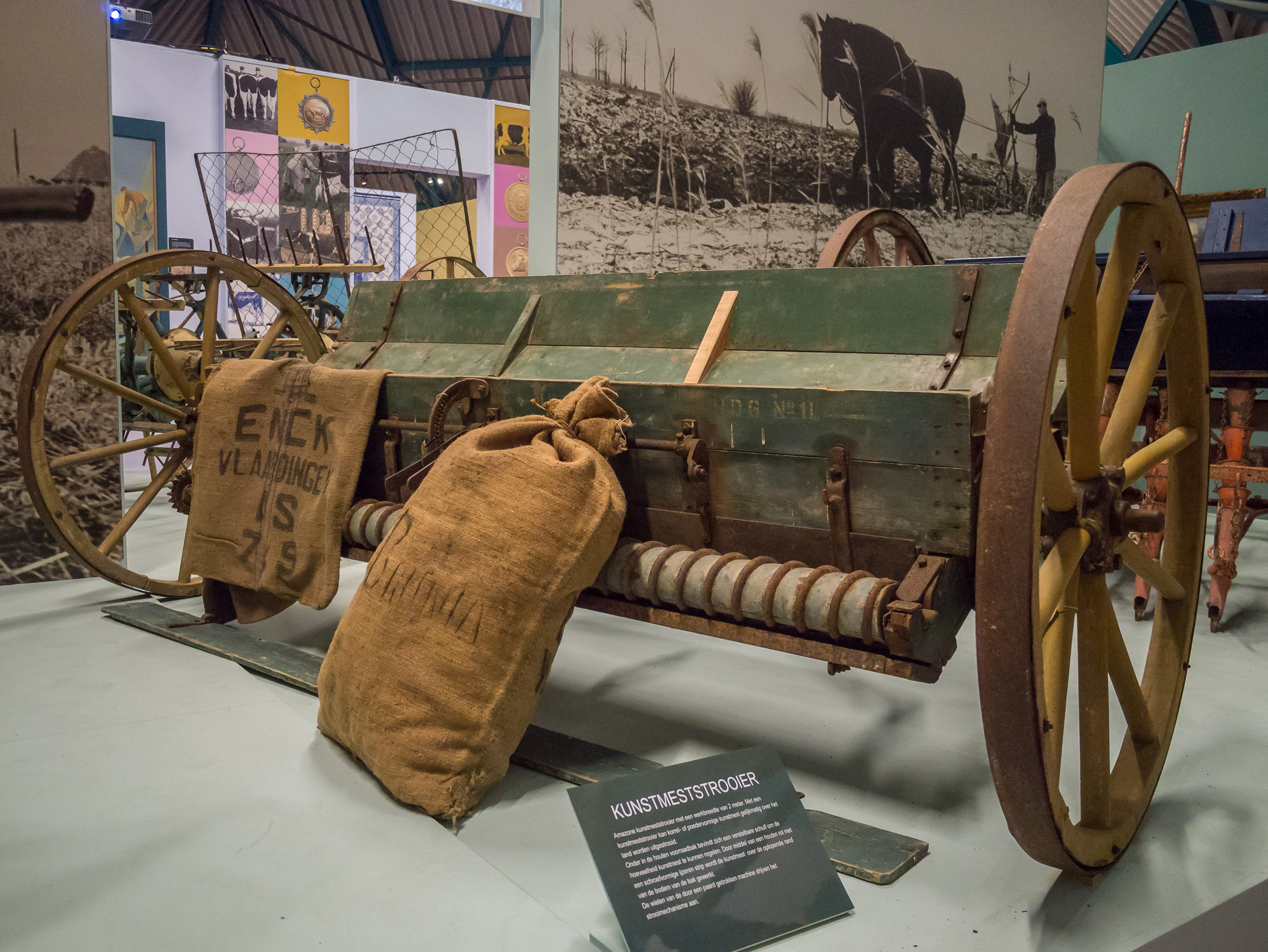
Kunstmeststrooier